# Mikhaïl Gurévitx
|  | Aquest article tracta sobre l'escaquista. Per a l'enginyer aeronàutic vegeu Mikhaïl Ióssifovitx Gurévitx |

Mikhaïl Naumóvitx Gurévitx (en rus: Михаил Наумович Гуревич); (Khàrkiv, Ucraïna, 22 de febrer de 1959), és un jugador d'escacs jueu nascut a la Unió Soviètica i que ha jugat sota bandera soviètica, turca, i actualment, belga. Va viure a Bèlgica entre els anys 1991 i 2005, i des de llavors resideix a Turquia. Té el títol de Gran Mestre des de 1986.
A la llista d'Elo de la FIDE del desembre de 2021, hi tenia un Elo de 2577 punts, cosa que en feia el jugador número 1 (en actiu) de Bèlgica. El seu màxim Elo va ser de 2694 punts, a la llista de gener de 2001 (posició 16 al rànquing mundial).

## Resultats destacats en competició
Gurévitx va guanyar el Campionat d'Ucraïna a Kíev el 1984, amb 10,5/15 punts, i fou Campió de l'URSS a Riga el 1985, amb 11/19 punts, tot obtenint el títol amb certa controvèrsia, per desempat, després d'haver empatat amb Aleksandr Txernín i Víktor Gàvrikov, en un play-off a tres bandes en què totes les partides acabaren en taules. A despit de ser el campió soviètic oficial, i que el campionat era un Zonal, no li van permetre sortir del país per participar en el Torneig Interzonal, i Gàvrikov i Txernín hi anaren en lloc seu.
Gurévitx obtingué el títol de Mestre Internacional el 1985, i va esdevenir Gran Mestre el 1986. El 1987 fou primer a Moscou, per davant d'Oleg Romànixin i de Serguei Dolmàtov. Fou segon a Leningrad rere Rafael Vaganian, però per davant d'Andrei Sokolov i d'Artur Iussúpov.
En el cim de la seva carrera, entre els anys 1989 i 1991, Gurévitx es va mantenir de manera consistent entre els deu millors jugadors del rànquing mundial. El 1989 guanyà el World Open a Filadèlfia amb 7½/9 punts. Fou primer al Torneig de Reggio Emilia 1989, per davant de Vasil Ivantxuk, Jaan Ehlvest i Viswanathan Anand i empatà als llocs 1r-4t al fort torneig de la GMA de Moscou 1990, amb Aleksandr Khalifman, Zurab Azmaiparaixvili i Ievgueni Baréiev. La seva millor classificació al rànquing mundial fou un cinquè lloc (empatat) a les llistes d'Elo de la FIDE de gener de 1990 i de gener de 1991, amb una puntuació de 2645 i 2650 punts respectivament.
Els resultats de Mikhaïl Gurévitx a finals dels 1990 no varen ser tan bons com en els anys previs, però a partir de llavors va tornar a millorar. Va assolir el seu Elo més elevat, 2694 punts, a la llista d'Elo de gener de 2001 cosa que en feia el 14è jugador del món. El 1998 guanyà el torneig de Vlissingen. El 1999 empatà als llocs 1r-3r (amb Simen Agdestein i Pàvel Tregúbov) a la 15a edició del fort Obert d'escacs de Cappelle-la-Grande. El mateix any empatà als llocs 1r–5è amb Leonid Gofshtein, Aleksandar Berelovich, Serguei Tiviàkov i Rustam Kassimdjanov al torneig obert de Hoogeveen.
El 2000 guanyà la North Sea Cup a Esbjerg (ex aequo amb Piotr Svídler).
El 2001 va guanyar el Campionat de Bèlgica amb una puntuació perfecta de 9/9. El 2002 guanyà la medalla d'argent al Campionat d'Europa individual celebrat a Batumi, rere el campió Bartłomiej Macieja, i per davant de Serguei Vólkov (3r). El 2004, empatà als llocs 3r-7è (i fou setè per desempat) al V Campionat d'Europa individual celebrat a Antalya. També el 2004 fou 2n–4t amb Vitali Golod i Michael Roiz amb 7/9 a l'obert de Saint Vincent.
Fou 8è a la Copa del món de 2005 a Khanti-Mansisk, on hi va vèncer i eliminar successivament Robert Markuš, Pàvel Eliànov, Aleksei Xírov i Vladímir Malàkhov abans de ser eliminat per l'eventual guanyador de l'esdeveniment, Levon Aronian. Això el va classificar pel Torneig de Candidats pel Campionat del món de 2007, el maig-juny de 2007. Malgrat tot, fou eliminat en primera ronda, en perdre el seu matx contra Péter Lékó 3½-½.
Actualment viu a Turquia, on hi va guanyar el Campionat nacional de 2006, un èxit que repetiria posteriorment el 2008. El gener de 2010 empatà al primer lloc amb 8/9 punts amb Michał Krasenkow al World Chess Open a León.
Al quart torneig ACP World Rapid Cup knockout, celebrat entre el 27 i el 29 de maig del 2010 a Odessa, Ucraïna, Gurévitx causà sensació després d'eliminar dos Grans Mestres de 2700.

### Participació en competicions per equips
En competicions per equips, va representar l'URSS al Campionat d'Europa per equips a Haifa 1989, on hi va guanyar la medalla d'or per equips i una d'individual, igual resultat que obtingué al Campionat del món per equips de Lucerna 1989, també representant l'URSS. El 1992, representant Bèlgica, va obtenir un molt bon resultat a l'Olimpíada de Manila 1992, puntuant un 75% al 1r tauler. El 2006, jugant al primer tauler en representació del seu segon país d'adopció, Turquia, a l'Olimpíada de Torí, hi va fer un respectable 58%.

### Entrenador, teòric, i escriptor d'escacs
Mikhaïl Gurévitx ha estat també durant molt de temps durant els 1990 el segon de qui seria Campió del món, Vishwanathan Anand. És un reconegut expert expert en la defensa francesa, la variant Reshevsky de la defensa Nimzoíndia, i la variant Petrossian de la defensa índia de dama. El 1991, va escriure un llibre sobre aquesta darrera, titulat Queen's Indian Defence: Kasparov System, publicat per Batsford.
El 2006, fou guardonat amb el títol de FIDE Senior Trainer. Té també el títol d'Àrbitre de la FIDE.

## Partides notables
- Joel Lautier vs Mikhail Gurevich, 21 1993, obertura anglesa: defensa angloholandesa (A10), 0-1
- Mikhail Gurevich vs Normunds Miezis, Bonn GSK 1996, gambit Budapest: variant Rubinstein (A52), 1-0
- Serguei Movsesian vs Mikhail Gurevich, Sarajevo Bosnia 2000, defensa francesa: variant de l'avenç, subvariant Euwe ((C02), 0-1
- Alexey Shirov vs Mikhail Gurevich, FIDE World Cup 2005, defensa francesa: variant de l'avenç, subvariant Lputian (C02), 0-1]